# 燦坤日本電器

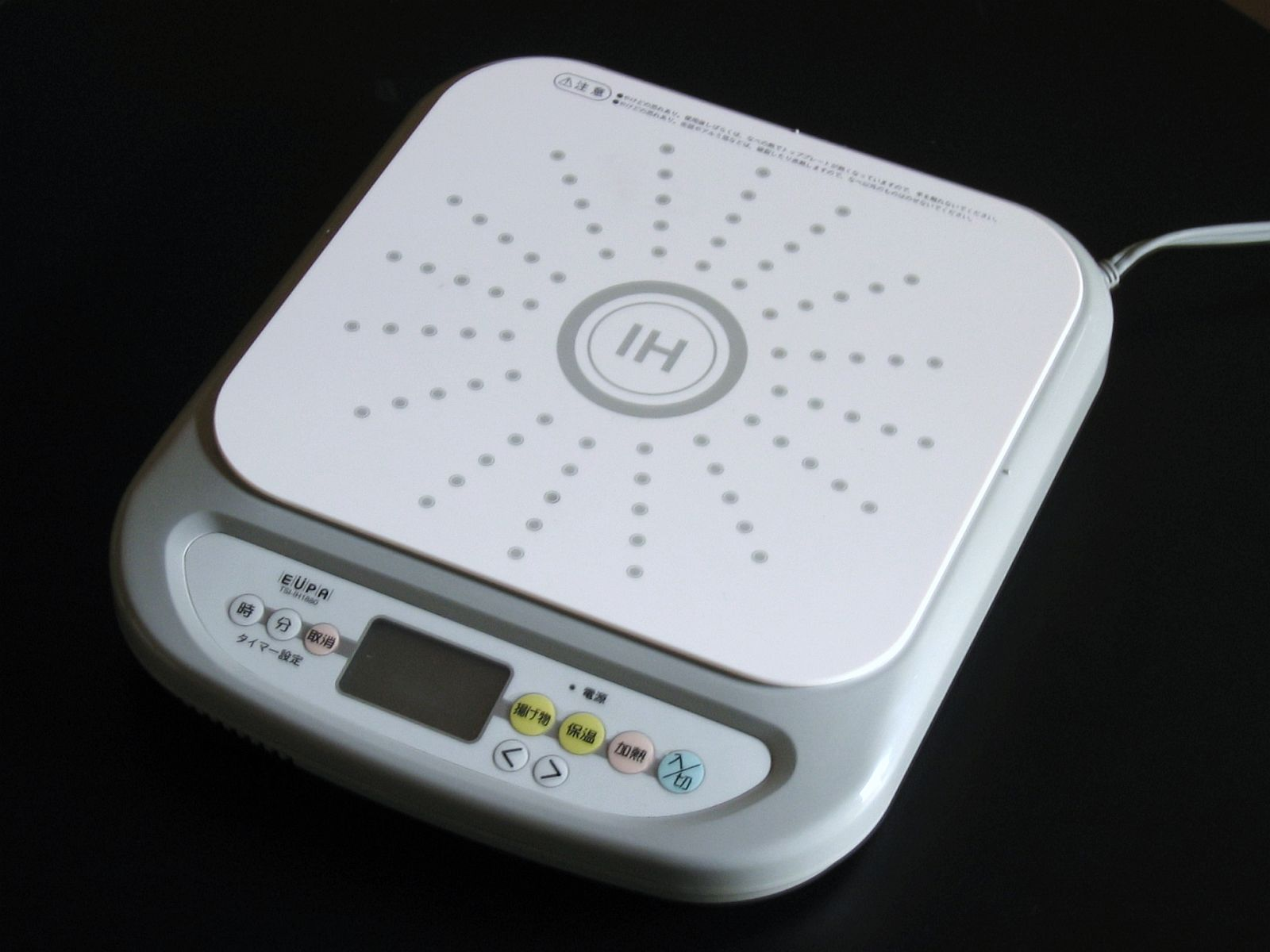
EUPAブランドの卓上電磁調理器

燦坤日本電器株式会社（サンクンにほんでんき）は、コーヒーメーカーやアイロン、ミキサー (調理器具)ミキサー等、扇風機等の小型電気製品を製造・販売する企業。台湾の家電メーカー・燦坤実業の日本法人であり、アメリカ合衆国や中国各地にもグループ企業を展開している。
主に「EUPA（ユーパ）」のブランド名を用い、ホームセンターやディスカウントストアで製品を販売している。単機能で比較的低価格な製品が多い。また、フィリップス製のヘッドフォン・インナーイヤフォンの輸入販売も行っていた。

## 会社概要
- 本社所在地 東京都台東区台東
- 設立  1994年3月
- 資本金　8億8000万円
- 代表者 代表取締役社長 簡徳栄

## 営業所・グループ関連会社・工場
- 大阪営業所 - 大阪府大阪市浪速区日本橋
- 燦坤実業股份有限公司（グループ本社） - 台湾台北市内湖区
- TSUANN KUEN USA - アメリカ合衆国カリフォルニア州
- 香港燦坤公司 - 香港特別行政区柴湾工業中心
- 漳州燦坤有限公司 - 中国福建省漳州市
- 厦門（アモイ）工場 - 中国福建省廈門市湖里工業区
- 上海工場 - 中国上海直轄市嘉定区曹安路